# Mackenzie Rosman
Mackenzie Ryann Rosman (Charleston, 28 dicembre 1989) è un'attrice statunitense, famosa per il ruolo di Ruthie Camden nel telefilm Settimo cielo.

## Biografia
Mackenzie è nata nel 1989 a Charleston, nella Carolina del Sud. Nel suo albero genealogico compaiono alcuni indiani Lumbee. Nel 1996, a 7 anni, ha ottenuto la parte di Ruthie Camden nella serie televisiva Settimo cielo. Oltre a questo ruolo ha interpretato anche il film indipendente Gideon, con Christopher Lambert, Charlton Heston e Shelley Winters. È inoltre apparsa in numerosi spot televisivi sin dall'età di quattro anni, ed ha interpretato JonBenét Ramsey in Getting Away with Murder: The JonBenét Ramsey Mystery.
I suoi genitori sono divorziati, Mackenzie vive a Los Angeles con la madre Donna, il patrigno Randy, il fratello Chandler (nato nel 1992) e la sorella acquisita Katelyn Salmont (nata nel 1986). L'attrice si dà molto da fare per la ricerca sulla fibrosi cistica. Sua sorella Katelyn, affetta da fibrosi cistica, ha subito un trapianto senza risultati, morendo il 25 dicembre del 2008. Mackenzie e la sua famiglia sono stati inoltre ben felici di apprendere che Settimo cielo avrebbe dedicato una puntata alla malattia. L'episodio Voglia di vivere (Back in the Saddle Again) fa parte della stagione 7: durante l'episodio appare Katelyn, che interpreta se stessa.
Rosman adora molto gli animali, in particolar modo i cavalli, che cavalca sin da bambina. Ha spesso partecipato a concorsi di salto ostacoli e in Belgio ha preso parte al primo concorso ippico internazionale. Mackenzie e la sua famiglia possiedono un ranch fuori Los Angeles. Ha preso parte a La vita segreta di una teenager americana, interpretando il ruolo di Zoe. Nel 2013 ha ottenuto un ruolo nel film TV Ghost Shark, dove interpreta Ava Reid.

## Filmografia

### Cinema
- Gideon, regia di Claudia Hoover (1998)
- Fading of the Cries, regia di Steven Maguire (2008)
- Proud American, regia di Fred Ashman (2008)
- The Tomb (Ligeia), regia di Michael Staininger (2009)
- Nightcomer, regia di Alain Silver (2013)
- Beneath, regia di Larry Fessenden (2013)

### Televisione
- Settimo cielo (7th Heaven) – serie TV, 236 episodi (1996-2007)
- La vita segreta di una teenager americana (The Secret Life of the American Teenager) – serie TV, 4 episodi (2010-2011)
- Ghost Shark, regia di Griff Furst – film TV (2013)